# Forêt de Cîteaux
La forêt de Cîteaux est un ensemble forestier situé dans le département français de la Côte-d'Or, et dépendant autrefois de l'abbaye de Cîteaux

## Statut
La forêt de Cîteaux est une forêt domaniale gérée par l'Office national des forêts. C'est un site Natura 2000, classé zone de protection spéciale sous le numéro FR2612007 et site d'importance communautaire, sous le numéro FR2601013.

## Description
La forêt de Cîteaux présente de grands massifs forestiers à base de forêts feuillues de chêne pédonculé. Les sols argileux souvent imperméables sont favorables à un réseau dense de zones humides de tailles variées (ornières, fossés, mares temporaires, étangs).
La forêt est coupée en deux par l'autoroute A36.

## Espèces remarquables

### Mammifères
La barbastelle d'Europe, pipistrelle commune et pipistrelle de Kuhl sont mentionnées dans ce massif forestier

### Oiseaux
- La densité des pics mars est l'une des plus fortes de France. La cigogne noire fréquente de plus en plus le secteur depuis quelques années. Le héron pourpré, le busard des roseaux et le milan noir sont présents au sein des zones d'étangs.

### Batraciens
Sonneur à ventre jaune, Bombina variegata

### Flore
Fougère d’eau à quatre feuilles Marsilea quadrifolia